# 塔尔康
塔尔康·帖维特欧鲁（土耳其語：Tarkan Tevetoğlu，土耳其語發音：[taɾˈkan teveˈtoːɫu]，1972年10月17日—），一般简称为塔尔康（Tarkan），是一位土耳其流行歌手。他出生在西德，在土耳其长大。在其歌手生涯中，塔尔康出版了白金唱片，估计共售出2900万专辑、单曲。此外，1997年2月他也开了家公司HITT Music，并在该公司发售自己的唱片。